# Julie Russell
Julie Russell, (Adelaida, 20 d'agost de 1951) és una atleta paralímpica australiana, aixecadora de pesos i jugadora de bàsquet en cadira de rodes.

## Vida personal
Russell va néixer el 20 d'agost de 1951 a Adelaida d'Austràlia.; Quan era petita, va contreure poliomielitis, malaltia que li va causar paràlisi a la part inferior del seu cos. Durant els seus anys en l'escola primària, Russell va haver de fer-se col·locar calibres i va necessitar crosses per a recolzar-se. Es va graduar de la universitat amb un títol de biologia i va començar a treballar en l'Hospital Queen Elizabeth al departament de bioquímica durant 5 anys abans d'involucrar-se en els esports. Després de graduar-se, es va inscriure al Club d'Arc d'Adelaide, a través del qual va conèixer els esports adaptats en cadira de rodes. El 2006, treballava per a CRS Austràlia, una agència de rehabilitació del govern australià.
Ha estat casada amb l'atleta paralímpic, entrenador i administrador Eric Russell des de 1979. La parella es va conèixer el 1977, quan Eric va anar a Adelaide per als primers Títols Nacionals de Bàsquet. Julie i Eric es van presentar oficialment el 1978 als Jocs Regionals de Broken Hill.

## Carrera esportiva
Russell va guanyar quatre medalles d'or, una de plata i una de bronze atletisme i tir amb arc als Jocs Mundials paraplègics de Stoke Mandeville de 1979, essent el seu primer esdeveniment competitiu internacional. Als Jocs d'Arnhem de 1980, va guanyar una medalla de plata al pentatló femení 3; a la seva participació als Jocs Paralímpics de Nova York i Stoke Mandeville 1984 va guanyar una medalla de plata al marató femení 3 i una medalla de bronze al pentatló femení 3. Va guanyar tres medalles de plata als Jocs d'estiu de Seül 1988, a les proves de relleus 2-6 de 4 × 400 m, pentatló femení 3 i llançament de pes femení 3, i dues medalles de bronze a les proves de llançament de disc femení 3 i llançament de javelina femenina 3. Va ser membre de l'equip nacional femení de bàsquet en cadira de rodes d'Austràlia als Jocs Paralímpics de Barcelona 1992. Va ser seleccionada per competir en bàsquet als Jocs de Barcelona de l'any 1992 no únicament per les seves habilitats en el bàsquet, sinó també com una atleta experimentada que podria actuar com un model a seguir i una influència tranquil·litzadora en els atletes més joves de l'equip.
Russell va ser seleccionada com a representant de les dones per a l'aixecament de pesos després d'una reunió a 1984. Va guanyar una medalla d'or als Jocs FESPIC de 1994 a Pequín en l'esdeveniment de +82,5 kg. Als Campionats Mundials d'Aixecament de Pesos de l'IPC, va guanyar una medalla de plata en 1998 en l'esdeveniment de +82,5 kg per a dones. Als Campionats Europeus d'Aixecament Pesos, va guanyar una medalla de plata en 1998 en l'esdeveniment de +82,5 per a dones, i una medalla d'or en 1999 en la prova de +82,5 kg per a dones. Va competir en aixecament de pesos als Jocs Paralímpic d'estiu de 2000, els primers Jocs Paralímpics en els quals les dones van poder competir en aquest esport, després d'haver pressionat perquè s'inclogués l'aixecament de pesos femení als Jocs Paralímpics durant els últims catorze anys; va quedar setena en la prova d'aixecament de pesos de més de 82,5 kg per a dones.10 Va ser entrenada a l'aixecament de pesos per Ray Epstein.

## Reconeixements
Va rebre la Medalla Esportiva Australiana l'any 2000 per la seva «destacada contribució a l'aixecament de pesos als Jocs Paralímpics». Ha arbitrat esdeveniments d'aixecament de pesos als Jocs Paralímpics i Jocs de la Commonwealth, des dels Jocs Paralímpics d'Atenes 2004